# شجرة الجنسنغ البحرية
شجرة الجنسنغ البحرية (الاسم العلمي:Dendropanax maritimus) هي نوع من النباتات تتبع جنس شجرة الجنسنغ من الفصيلة الأرالية.